# عملیات جنگی (فیلم ۱۹۸۴)
عملیات جنگی (به زبان انگلیسی: Missing in Action) یک فیلم سینمایی آمریکایی در ژانر اکشن است که در سال ۱۹۸۴ منتشر شد.

## داستان
کلنل جیمز براددوک یک افسر ارتش آمریکا است که 7 سال در یک کمپ اسیر بوده است. او 10 سال پیش از این کمپ فرار کرده و در حال حاضر به یک تیم تحقیقاتی در سفر به شهر هوشی‌مین برای نجات سربازان آمریکایی کمک می‌کند.
براددوک بعد از به دست آوردن مدارک مورد نیاز به تایلند سفر می‌کند و با دوست قدیمی و نظامی اسبق "جک تاک" ملاقات می‌کند. با همکاری هم، آن‌ها سفری پر ماجرا در جنگل را با هدف آزاد کردن اسرای آمریکایی از دست ژنرال ترن آغاز می‌کنند.

## بازیگران
- چاک نوریس
- ام امت والش
- جیمز هنگ
- اریش اندرسون
- ویلی ویلیامز
- ژان کلود ون دم